# マリエハムン空港
マリエハムン空港（マリエハムンくうこう、スウェーデン語: Mariehamns flygplats）は、オーランド諸島にある空港である。1937年開港。

## 位置
マリエハムン空港は、スウェーデンとフィンランドを隔てるボスニア湾の南部にあるオーランド諸島に位置する。空港は最大都市であるマリエハムンの中心部からは北西へ3km離れている。

## 施設

### 飛行場施設
滑走路1本を持つ。オーランド諸島では産出する石の石質の関係で、島内の道路は赤みを帯びた色の舗装がなされているが、空港の滑走路や構内の道路も同様に赤色の舗装となっている。
- 滑走路: 長さ1903m × 幅60m 1本
- 駐機場: 3機分（固定翼機）

### 旅客ターミナル
オーランド諸島はEUの付加価値税領域から除外されているため（→欧州連合加盟国の特別領域）、旅客ターミナルには免税店が設置されている。

## 就航航空会社と就航都市
フィンランド、スウェーデンに向かう路線が運航されている。かつてはAerotransport（スウェーデンの航空会社。後にスカンジナビア航空に吸収）、Air Botnia（ブルーワンの前身）、European Executive Express（スウェーデンの航空会社）が就航していた。
| 航空会社                                                      | 就航地                                            |
| ------------------------------------------------------------- | ------------------------------------------------- |
| Air Leap                                                      | ストックホルム/アーランダ（PSO）、トゥルク（PSO） |
| フィンエアー (運航はノルディック・リージョナル・エアラインズ) | トゥルク、ヘルシンキ                              |

## 利用状況
| 年   | 国内線旅客数 | 国際線旅客数 | 合計   | 増減   |
| ---- | ------------ | ------------ | ------ | ------ |
| 2005 | 43,266       | 4,079        | 47,345 | −18.9% |
| 2006 | 57,364       | 6,750        | 64,114 | +35.4% |
| 2007 | 53,269       | 10,032       | 63,301 | −1.3%  |
| 2008 | 51,210       | 10,900       | 62,110 | −1.9%  |
| 2009 | 41,949       | 14,305       | 56,254 | −9.4%  |
| 2010 | 36,904       | 11,768       | 48,672 | −13.5% |
| 2011 | 39,209       | 14,359       | 53,568 | +10.1% |
| 2015 | 42,365       | 16,971       | 59,336 | +13.9% |
| 2016 | 42,864       | 16,680       | 59,544 | +0.4%  |

## 事件・事故
- 1963年11月8日、ヘルシンキからトゥルクを経由しマリエハムンに向かっていたAero 0/Y（後のフィンランド航空）のDC-3型機が着陸に失敗、機体は炎上したが、乗員乗客22名は全員無事だった[6]。